# Vladislav Davankov
Vladislav Andreyevič Davankov (in russo Владислав Андреевич Даванков?; Smolensk, 25 febbraio 1984) è un politico russo, vicepresidente della Duma di Stato della Russia dal 2021.
Rappresentante di Nuova Gente, un partito di orientamento liberale non filo-occidentale all'interno del parlamento russo, Davankov ha acquisito rilevanza nazionale come candidato alle elezioni presidenziali russe del 2024. Nel corso della sua campagna elettorale per la presidenza, Davankov ha adottato una posizione favorevole ai negoziati per la pace in Ucraina, enfatizzando la necessità di una soluzione negoziata senza compromessi per porre fine all'Invasione russa dell'Ucraina. Ha anche promosso la fine della censura, secondo lui non necessaria nel paese.
Sebbene sia associato al liberalismo, ha anche sostenuto posizioni conservatrici, come ad esempio il suo ruolo nella promozione della legge contro la transizione di genere e l'opposizione all'uso di manodopera migrante a basso costo.